# Lobophyllia costata
Lobophyllia costata är en korallart som först beskrevs av James Dwight Dana 1846.  Lobophyllia costata ingår i släktet Lobophyllia och familjen Mussidae. Inga underarter finns listade i Catalogue of Life.